# Carrozzeria Colli

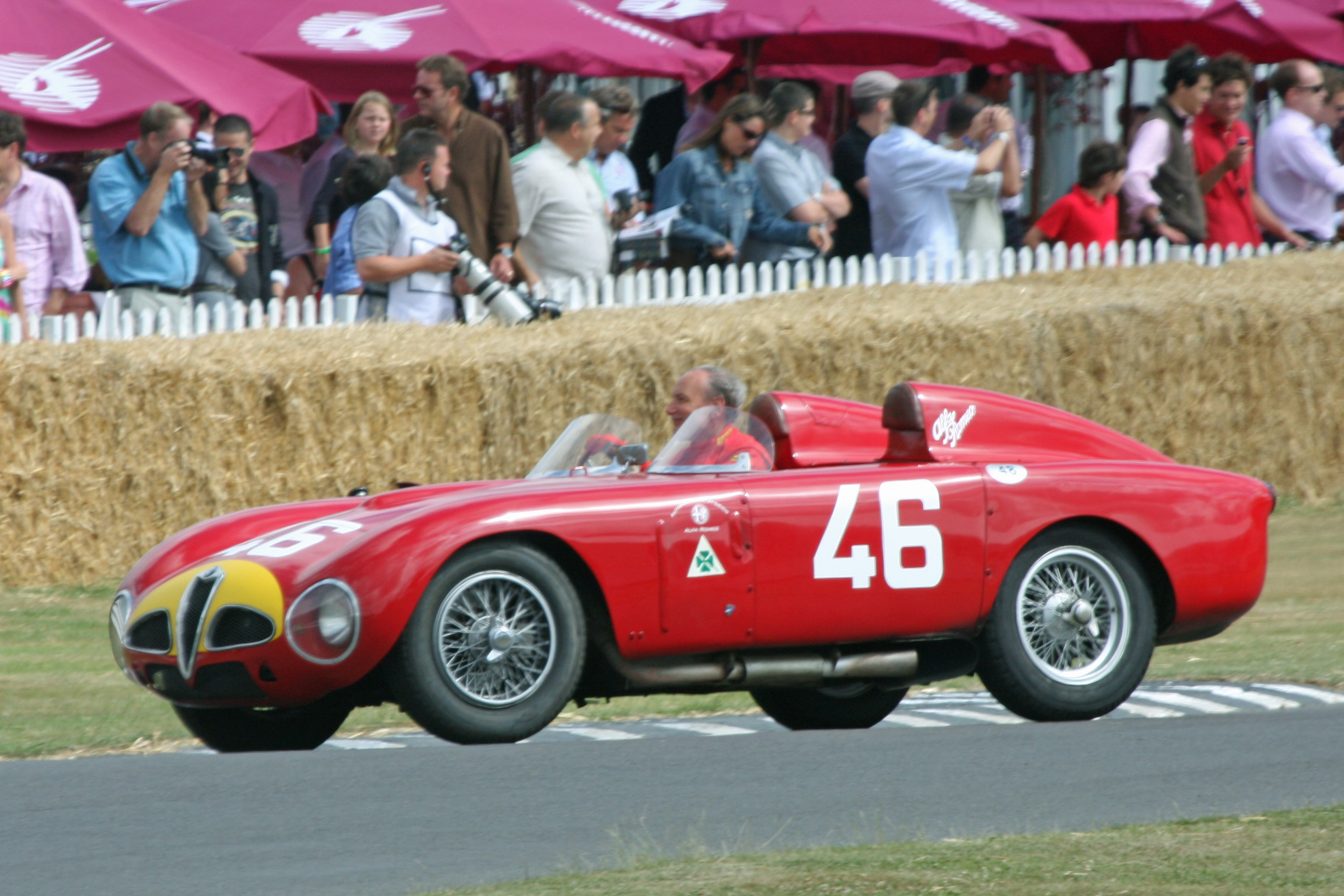
Alfa Romeo 6C 3000 CM

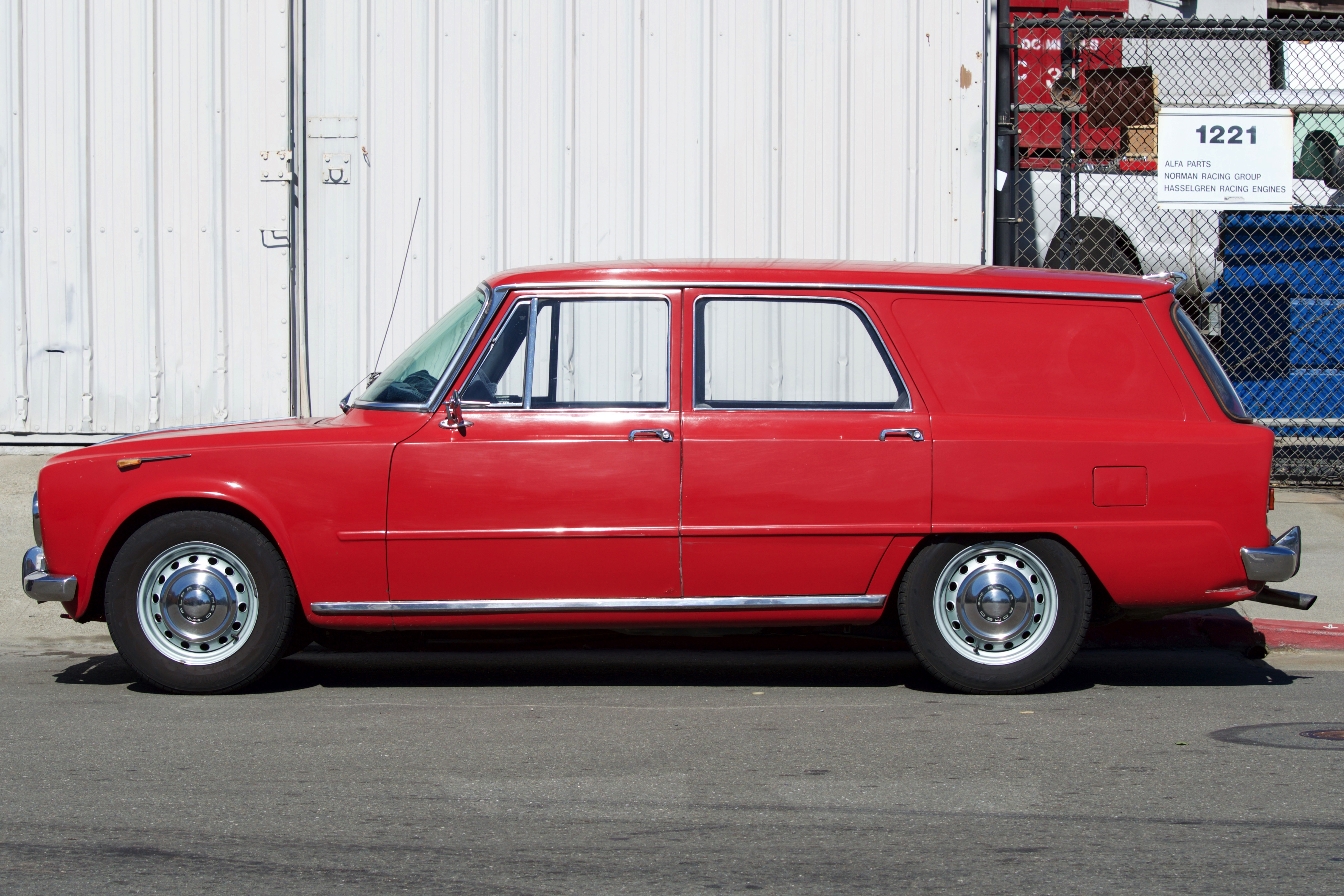
Alfa Romeo Giulia Promiscua

Die Carrozzeria Colli war ein italienisches Karosseriebauunternehmen, das Sonderaufbauten für Fiat und Alfa Romeo herstellte. In der Nachkriegszeit wurde Colli vor allem für den Umbau von Alfa-Romeo-Limousinen in Kombiwagen bekannt.

## Unternehmensgeschichte
Das Unternehmen wurde 1931 von Giuseppe Colli in Mailand gegründet. Nach seinem Tod 1936 übernahm zunächst Collis Sohn Mario die Unternehmensleitung, später stiegen Marios Brüder Beniamino, Tarcisio und Candido als gleichberechtigte Partner ein.
In den Jahren vor dem Zweiten Weltkrieg fertigte Colli zahlreiche Sportwagenkarosserien für Fahrgestelle von Alfa Romeo, Fiat und Lancia. Die Colli-Brüder befassten sich in dieser Zeit intensiv mit Aerodynamik und Leichtbau; viele Karosserien waren aus Aluminiumlegierungen gefertigt. Sie wurden vielfach bei Automobilrennen eingesetzt.
Während des Zweiten Weltkriegs produzierte Colli Außenverkleidungen für Militärflugzeuge, aber auch Feldküchen und Krankenwagen.
1946 konstruierte Colli zusammen mit Luigi Pellarini das Flugauto PL 2C Aerauto, dessen Prototyp eine bei Colli gefertigte Außenhaut erhielt. Eine Serienfertigung kam nicht zustande. In den ersten Nachkriegsjahren baute Coli wiederum leichte Sportwagenaufbauten für Fiat- und Alfa-Chassis, außerdem entstanden Einzelstücke wie der Formel-1-Rennwagen Arzani-Volpini.
1952 wurde Colli offizieller Vertragspartner Alfa Romeos. Das Unternehmen fertigte im Werksauftrag zahlreiche Spezialaufbauten, unter anderem den Rennsportwagen 6C 3000 CM, mit dem das Alfa-Romeo-Werksteam an der Mille Miglia 1953 teilnahm, eine 1900 Barchetta (1954) sowie einzelne Komponenten für den 1900 Disco Volante. Ab Mitte der 1950er-Jahre kamen verlängerte Limousinen auf 1900-Basis sowie gepanzerte Versionen gängiger Alfa-Modelle hinzu. In den 1960er-Jahren übertrug Alfa Romeo die Produktion von Kombiversionen der eigenen Mittelklasselimousinen auf Colli. Das betraf in erster Linie die Giulia-Baureihe, von der Colli nicht nur fünftürige Familienkombis, sondern auch Promiscua (deutsch: Händler) genannte Lieferwagen mit fensterlosen Heckpartien fertigte.
Seit den 1960er-Jahren war Colli faktisch von Alfa Romeo abhängig. Als Alfa Romeo zu Beginn der 1970er-Jahre in wirtschaftliche Schwierigkeiten geriet und die Aufträge an Colli zurückgingen, war auch Collis Existenz gefährdet. Da sich keine anderweitigen Aufträge akquirieren ließen, stellte Colli 1973 den Betrieb ein.